# Мех (BattleTech)

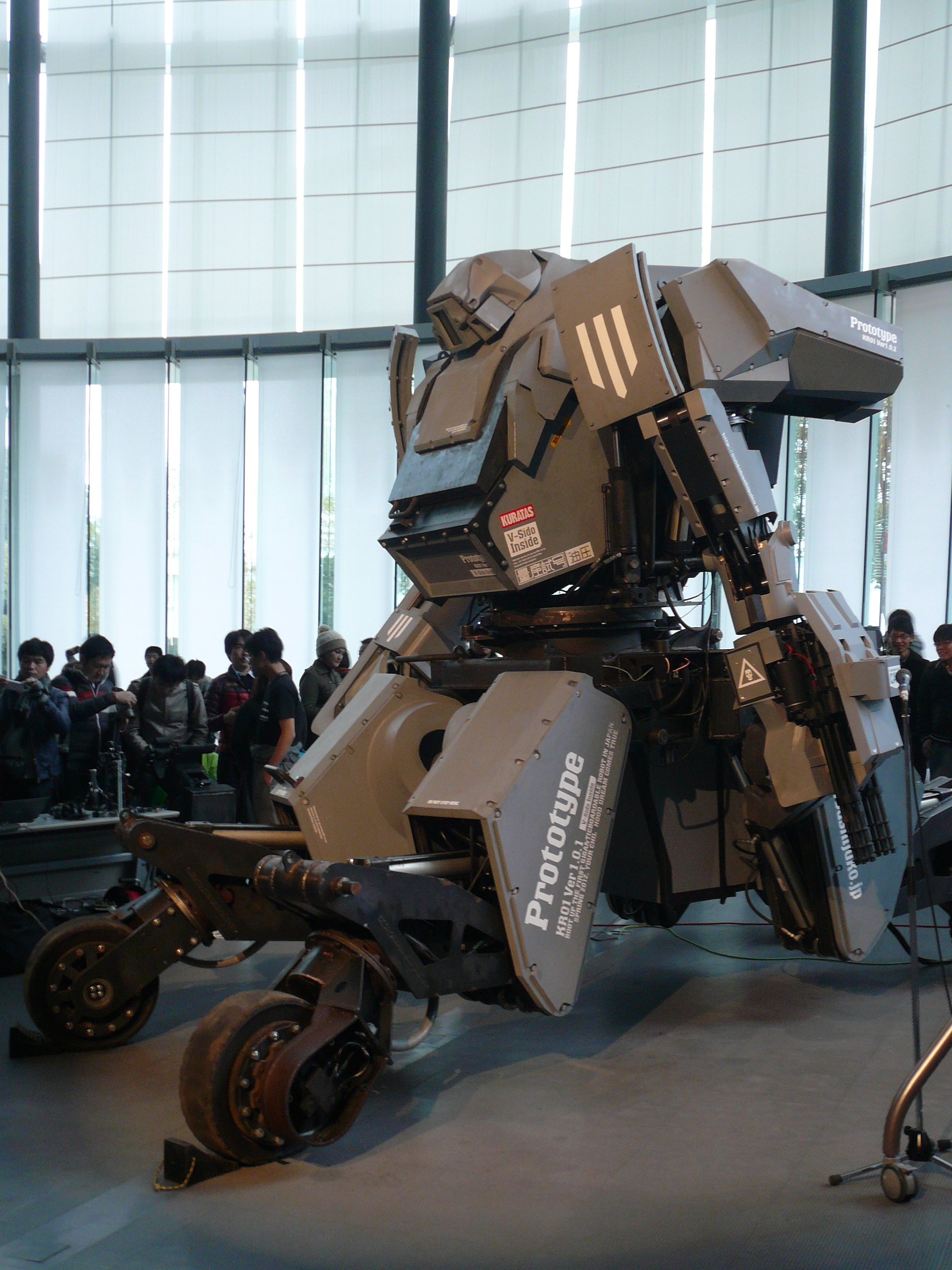
Робот Kuratas в реальности, напоминающий боевого меха

Мех (англ. Mech, сокращение от Mechanical — механический) или боевой мех (англ. BattleMech) — в научной фантастике — большой шагающий боевой механический робот, бронированная машина, занимающая главное место в вымышленной вселенной BattleTech (получившей название от мехов, её дословный перевод с англ. — «боевая техника») и составляющая прочих миров. Мехи, как правило, либо «двуногие», либо «четвероногие» по конструкции, управляются людьми — пилотами и таким образом, могут быть классифицированы как бронемеханизм.
В качестве примера может быть приведён Мех ZEU-X Зевс (ZEU-X Zeus) — экспериментальный боевой робот штурмового класса, которого можно увидеть на обложке «Maximum Tech», одной из многочисленных книг для настольного варгейма Classic BattleTech.

## История происхождения
В японском варианте — ме́хи в жанрах аниме и манга называются ме́ха (используется сокращение от англ. mechanical как mecha и во множественном числе mechas, в отличие от английского сокращения, где используются mech, mechs). Изначально японские мехи́ подразумевали различную механическую технику, но аниме подарило военным машинам шагающие механические «конечности».
Ме́хи дебютировали в настольной тактической игре от FASA Corporation в 1984 году. Боевые роботизированные машины пилотируемые мехвоинами (англ. mechwarrior) сражались в отдаленном фантастическом будущем. В качестве поля боя использовалась гексогональная карта, а в качестве генератора случайных чисел — шестигранные кубики.
Первое издание игры с мехами в 1984 году было названо BattleDroids

(боевые дроиды) (слово «дроид» является зарегистрированной торговой маркой компании Lucasfilm) визуальная стилистика мехов была основана непосредственно на японских ме́хах, японском анимационном телесериале Макросс и другой японской анимации конца 70-х и начала 80-х годов
.
Однако японцы во время послевоенной оккупации Японии всего лишь заимствовали идею о роботах и следовательно боевых роботах — мехах, когда вышли серии рассказов Айзека Азимова о трех законах роботехники примерно с 1940 года. Сами японцы используют термин «роботы» (ロボット, читается [роботто]) или гигантские роботы ([англ.] giant robots) для выделения механизмов, боевых роботов — мехов, имеющих конечности, из всех механических устройств. Впервые в аниме робот, пилотируемый из кабины, появился в 1972 году в серии Mazinger Z мангаки Нагайи Го.
Юридические споры с Джорджем Лукасом об использования термина «дроид» заставили изменить название игры во втором издании на BattleTech. Из-за этого, в сочетании с юридическими проблемами с Playmates и Harmony Gold (за нарушение авторского права, связанного с Макросс, и недобросовестной конкуренции), FASA пришлось в 1990-х годах удалить все ранние изображения мехов из последующих публикуемых материалов.
Поскольку FASA сохранила права на все аспекты мехов, за исключением их визуальных изображений, они продолжали использовать мехов и их характеристики, но никогда не печатали их изображения до выхода Technical Readout: Project Phoenix, в котором внешний вид спорных мехов был заново перерисован. В связи с этим фанаты стали называть старые изображения мехов «Unseen», а их новые — «Reseen».
Мехи в BattleTech отличаются друг от друга многими параметрами, в том числе массой, скоростью, конфигурацией шасси, бронёй и вооружением, в результате чего получился практически безграничные спектр конструкций мехов. FASA Corporation и его преемники WizKids, FanPro и Catalyst Game Labs создали сотни официальных мехов в дополнение к игре, большинство опубликованных в виде «technical readouts» (сокр. «TROs» — игровые издания, выступающие в качестве справок по вселенной и технического руководства) и «recognition guides» (издания аналогичные TRO, но оформленные в стиле отчёта разведки кланов). Благодаря правилам, которые позволяют игрокам создать своих собственных роботов, появилось множество дополнительных типов мехов, некоторые из них опубликованы в журналах, на веб-сайтах, а также на других различных носителях.

#### Развитие франшизы вселенной BattleTech
По мере развития франшизы боевые мехи всё чаще появлялись за пределами варгейма BattleTech. Статуэтки, коллекционная карточная игра (BattleTech CCG), настольные ролевые игры и видеоигры были выпущены в рамках франшизы; мехи также фигурировали в многочисленных сериях романов (см. Список книг), действия которых разворачиваются в вымышленной вселенной BattleTech (альтернативная история вымышленной вселенной развивается от 21-го до 32-го века, и может рассматриваться как космическая опера

— один из поджанров научной фантастики), а также мультипликационный спин-офф телесериал.
После настольных игр появилась компьютерная игра MechWarrior, с годами выросшая в большую серию игр, сражения боевых мехов в которых происходят во вселенной BattleTech. Журнал IGN в 2007 году включил игру MechWarrior 2: 31st Century Combat 1995 года выпуска на 21 место среди 25 лучших компьютерных игр за всё время.
FASA Interactive была образована в 1995 году, впоследствии стала называться FASA Studio и являлась частью Microsoft Game Studios, дочерней компанией корпорации Microsoft — разработавшей и выпустившей игры MechWarrior 4: Vengeance, MechWarrior 4: Black Knight, MechWarrior 4: Mercenaries, MechWarrior 4: Inner Sphere 'Mech Pak, MechWarrior 4: Clan 'Mech Pak, MechWarrior 4 Compilation.
12 сентября 2007 года FASA была расформирована
.
Впоследствии Microsoft вернула права на производство электронных адаптаций игр FASA назад Джордану Вейсману, который основал и возглавил компанию под названием Smith & Tinker
.
30 апреля 2010 года MekTek Studios выпустила свободное переиздание MechWarrior 4: Mercenaries в которое вошли все мехи из оригинальной игры, а также из дополнений Black Knight, Inner Sphere 'Mech Pak и Clan 'Mech Pak.
В 2009 году появилась игра MechWarrior Living Legends (2009) — пользовательская модификация к игре Crysis для PC.
Зарубежный «IGN» включил серию игр MechWarrior о мехах в 25 лучших компьютерных игр за всё время, а российский журнал «Мир фантастики» отмечает популярность серии игр MechCommander:

«Ни одну из частей „MechCommander“ нельзя назвать шедевром, но в целом это был весьма удачный проект, получивший заслуженную популярность».

В 2008 году журнал «Игромания» включила серию игр о мехах в 100 лучших фантастических игр, поставив их среди «Игроизаций» на 7 место:

Те игры, что вошли — минимальный культурный багаж любого уважающего себя любителя виртуальной фантастики.
С 30 апреля 2010 года MechWarrior 4: Mercenaries распространяется бесплатно. В итоге после MechWarrior 4 в 2013 году вышла игра MechWarrior Online

, как перезапуск всей серии. В 2019 году выходит игра MechWarrior 5: Mercenaries.
24 апреля 2018 года компания Paradox Interactive выпустила компьютерную тактическую игру по вселенной BattleTech с одноимённым названием BattleTech (компьютерная игра). Разработчиком игры выступила студия Harebrained Schemes основателем которой является Джордан Вейсман.
В 2019 году компания Piranha Games выпустила очередную часть симулятор боевого меха «Mechwarrior 5: Mercenaries». В игре предлагается возглавить небольшое подразделение наёмников оснащенное боевыми мехами. Помимо непосредственно управление мехом и отделением в бою игрок также принимает стратегические и экономические решения в глобальной части кампании: занимается оснащением свой команды и выстраивает отношения с различными фракциями. В игре также присутствует сюжетная линия.
Помимо игр написаны многочисленные книги, сняты сериалы, мультипликационные и художественные фильмы. Вселенной BattleTech посвящены более 100 фантастических романов.

## Мехи вселенной BattleTech

### Терминология и номенклатура
Боевые Мехи (англ. BattleMech, Mech) — наиболее мощные наземные машины, существующие во вселенной BattleTech. Эти огромные механизмы в среднем имеют высоту от 7 до 17 метров и массу от 20 до 100 тонн (в редких случаев высота и масса может заметно отличаться от стандартной, к примеру у протомехов). Доминировать на полях сражений 31-го тысячелетия Боевым Мехам позволяет комбинация защищенности, мобильности и мощи вооружения. Фактически, равным противником для Боевого Меха может является только другой Мех. В основном Боевые Мехи имеют гуманойдную бипедальную конфигурацию (две руки, две ноги, туловище, голова), но также встречаются и четвероногие Мехи — квады (англ. Quad).
За редкими исключениями, все основные модели боевых мехов несут имя и идентификационный код. Код обычно состоит из нескольких букв из названия меха и алфавитно-цифрового кода конкретной модификации. Например, базовая модель 70-тонного Warhammer является WHM-6R, с вариантами WHM-6X, WHM-7A и т. д. Одна буква, как правило, используется для обозначения основных конфигураций ОмниМехов.
Мехи некоторых Кланов иногда известны под двумя разными именами: одно дано конструкторами Кланов, другое — наблюдателями Внутренней Сферы. Примером может служить 75-тонный клановый мех Timber Wolf (Лесной Волк), известный во Внутренней Сфере как Mad Cat (Бешеный Кот). Это явление практически прекратилось после середины 3060-х годов.
ОмниМехи (англ. OmniMechs) являются подклассом боевых Мехов, на ОмниМехи монтируют оружие и оборудование в модульных отсеках. Отсеки легко заменяются или изменяются, позволяя техникам настраивать компоненты ОмниМеха под цели миссии. Особенно широко ОмниМехи разрабатываются и используются Кланами.
Наземно-воздушные Мехи (НВМ) (англ. Land-Air Mech, (LAM)) разработанные в эпоху Звёздной Лиги (англ. Star League), представляют собой гибридную боевую единицу, способную трансформироваться из боевого Меха в аэрокосмический истребитель (АКИ). Что обеспечивает повышенную мобильность и тактическую гибкость за счет потери в мощности вооружения и защите. НВМ преимущественно используются в качестве разведчиков и рейдеров. Однако их уязвимость и общая редкость не способствовала распространению в частях СОЗЛ (Силы обороны Звёздной Лиги), и тем более в частях противоборствующих сторон в более позднею эпоху Наследных Войн (англ. Succession War era). Исключением является попытка «Слова Блэйка» (англ. Word of Blake) возродить технологию наземно-воздушных Мехов, однако она не увенчалась успехом, хотя новые образцы этих механизмов и были созданы.
Дизайн НВМ, а также нескольких других мехов, был заимствован у японских мехов, используемых в мультипликационном фильме Гиперпространственная крепость Макросс и других аниме-сериалах, в результате реальных правовых конфликтов заимствованные дизайны закончили своё официальное существование в рамках франшизы. Мехи Оса (англ. Wasp), Жало (англ. Stinger) и Феникс-Ястреб (англ. Phoenix Hawk) являются единственными опубликованными LAM, найденными в не отредактированном издании Технического руководства: 3025 (англ. Technical readout: 3025), наряду с другими так называемыми «потерянными» или «невидимыми» (англ. Unseen) мехами, таких как Мародёр (англ. Marauder), Крестоносец (англ. Crusader), Боевой молот (англ. Warhammer) и обычных версий Жала (англ. Stinger), Осы (англ. Wasp) и Феникса-ястреба (англ. Phoenix Hawk).
Квад-Ви (КВ) (англ. QuadVee) является гибридной боевой единицей, способной трансформироваться из четвероногого боевого меха в наземное боевое транспортное средство.
Индустриальные Мехи (англ. IndustrialMech) — широко используются в различных сферах жизнедеятельности. Индустриальные мехи стали использовать ещё до разработки боевых. Во времена Звёздной Лиги эти машины уже выполняли самые различные задачи. Активно применялись в фермерских хозяйствах, строительстве, погрузочных работах. После падения Лиги в эру Наследных Войн индустриальные мехи повсеместно использовали в качестве доноров запасных частей для Боевых Мехов, их количество заметно сократилось. Однако во время технологического ренессанса производство индустриальных мехов было восстановлено в соответствие со спросом на них. Известны случаи, когда в бедных мирах индустриальные мехи вооружались и назначались на выполнение полицейских и военных задач.

### История
Во вселенной BattleTech первым разработанным боевым Мехом стал Mackie MSK-6S, 100-тонная бипедальная машина. Он был разработан в 2439 г. Гегемонией Терры, впервые применен в 2443 г. После кражи чертежей в 2455 году, технология Боевых Мехов начинает распространяться по различным государствам Внутренней Сферы и получает значительное развитие в последующие несколько веков.
Во время гегемонии Звездной Лиги (с 2571 по 2751 г.) происходит широкое распространение мехов по всей Внутренней Сфере. С началом Войн за Наследие (2786-3040 г.) организация, занимающаяся связью между планетами (в 2588 году взявшее себе имя «КомСтар»), добивается признания Лордами Великих Домов своего нейтралитета и неприкосновенности систем связи. В ходе затяжных конфликтов, ранее подписанное между Великими Домами Внутренней Сферы соглашение о неприменении оружия массового поражения было денонсировано, большая часть инфраструктуры, технологий и опыта, необходимых для производства самых современных моделей мехов, была потеряна. В 2808 г. КомСтар становится институтом сохранения Технологий и Знания, чтобы впоследствии передать их людям Внутренней Сферы, когда борьба закончится и принимает ряд мер с целью установить монополию на техническую информацию времён Звездной Лиги и не допустить её распространения. В результате к началу 31 века большинство моделей мехов Великих Домов существовали уже веками.
В то же время, в 2784 г., большая часть военных Звёздной Лиги с материальной частью и семьями под предводительством генерала СОЗЛ Александра Керенского (англ. Aleksandr Kerensky) покинула пределы Внутренней Сферы и поставили своей целью когда-нибудь восстановить Звездную Лигу. Позже они стали известны как Кланы. На протяжении практически трех столетий Кланы развивали и совершенствовали технологию Боевых Мехов. Вторгнувшись во Внутренней Сфере в 3049 г. Кланы значительно превосходили Внутреннюю Сферу по сложности и боевой мощи Мехов. Первым подтвержденным встреченным Внутренней Сферой мехом Кланов был Timber Wolf (Лесной волк), названный мехвоином Внутренней Сферы Феланом Келлом (англ. Phelan Kell) из наемного подразделения Гончие Келла (англ. Kell`s Hounds) как Mad Cat — прицельный компьютер при попытке определить его тип переключался между MAD (англ. Marauder) и CAT (англ. Catapult). Вторжение Кланов вызвало возрождение научно-исследовательских работ по разработке Боевых Мехов, рост их производства и развитие, как во Внутренней Сфере, так и у Кланов, что привело к внедрению многих новых моделей в 3050-х и 3060-х годах.
После распада второй Звездной Лиги в конце 3067 г., большинство производств Боевых Мехов были повреждены или уничтожены словом Блейка во время Джихада (3067 — 3081). Меньшие заводы перестроили и начали производство древних моделей, времён эпохи войны (2398—2571 г.), ровесников боевого меха Mackie.
Создание гибридов этих древних конструкций и новых технологий снова привело к медленному прогрессу в развитии мехов, несмотря на возвращение к тотальной войне и использование ядерного оружия.

## Конструкция боевых мехов
Мех состоит из внутренней структуры: металлического или композитного каркаса, который связан с электроактивным полимером — миомером (этот термин вымышленный и относится к вселенной BattleTech). Миомеры обладают высокой прочностью и эластичностью, но главное — этот полимер может сжиматься под воздействием электрического тока приводя в движение «скелет» меха аналогично костям и мышечной ткани.
Необходимый электрический ток для миомеров и других систем обычно обеспечивается малогабаритным термоядерным реактором, установленным в корпусе. Стабильность конструкции обеспечивает мощный гироскоп, который связан через бортовой компьютер и нейрошлем с пилотом. Стоит отметить, что во вселенной Battletech нейросвязь машины и пилота — вспомогательная функция управления, служащая для лучшего обеспечения равновесия боевого Меха. Основными органами управления являются вполне стандартные рукоятки управления, педали, индикаторы и пульты. Однако, в процессе боя пилот может получить повреждения от нейрошлема из-за «обратной связи».
В конструкцию меха входит стандартное оборудование, которое необходимо для функционирования, а оставшаяся масса и объём занимается бронёй, вооружением и различными дополнительными системами.
В стандартное оборудование меха входит: кокпит, система жизнеобеспечения, сенсоры, реактор, гироскоп, приводы сочленений (ножных и ручных), базовые элементы конструкции (каркас, миомеры), система охлаждения реактора.
Дополнительным оборудованием могут выступать улучшенные системы обнаружения, такие как активный зонд «Гончая», системы РЭБ, расширенные системы защиты и управления огнём, дополнительные элементы охлаждения, прыжковые двигатели.
Вооружение мехов во вселенной BattleTech выделяется в три основные группы: энергетическое, баллистическое и ракетное. Отдельно от оружия дальнего боя можно выделить вооружение для ближнего боя: мечи, топоры, выдвижные лезвия и прочее.
Энергетическое вооружение выделяет много тепла, но не требует боеприпасов. Представлено лазерами и излучателями частиц (англ. particle projector cannon).
Баллистическое выделяет сравнительно немного тепла, но имеет расходуемый боезапас. Представлено семействами автоматических пушек, винтовками Гаусса, пулемётами.
Ракетное вооружение также выделяет ощутимое количество тепла и требует боезапас. Представлено различными системами ближнего, дальнего и универсального действия.

### Технологический уровень мехов и техники
В зависимости от исторического периода и места разработки мехов и компонентов их техническая сложность и эффективность может резко отличаться. Территориально можно выделить две основные технологические базы: Внутренняя Сфера и Кланы. С историей развития технологий несколько сложнее, так в период Наследных Войн многие технологии производства компонентов и мехов на территории Внутренней Сферы были утрачены в связи с разорением промышленных и научных центров, в то же время Кланы постоянно улучшали боевые возможности своей техники. Это окончилось тем, что войска вторжения Кланов в 3050 году имели абсолютное технологическое преимущество над силами Внутренней Сферы. Однако, в последующем Внутренняя Сфера постепенно устранила отставание в ходе технологического ренессанса, хотя до конца и не смогла сравняться в боевой эффективности с техникой Кланов.

### Конфигурация
Мехи имеют диапазон высот от 7 до 17 метров и массой от 20 до 100 тонн (тоннаж подавляющего большинства мехов описанных во вселенной BattleTech кратен 5-ти тоннам), причем некоторые способны перемещаться по земле на скоростях значительно свыше 150 км/ч (90 миль/ч), например мех Fire Moth (Dasher) способен развить скорость свыше 200 км/ч.
Мехи имеют корпуса — «туловища», способные вращаться в обе стороны независимо от ног, но мало кто может сделать полный поворот на 360 градусов. Обычно Мехи получают энергию от термоядерных реакторов, но в некоторых случая используется ядерный реактор и даже «примитивный» двигатель внутреннего сгорания. Мехи лучше всего подходят для наземных боевых действий, хотя они также способны ограниченно перемещаться под водой и в космическом пространстве.
Двуногие
Большинство Боевых Мехов являются двуногими (англ. «bipedal») и могут быть классифицированы как либо гуманоиды, использующие бипедализм или конечности с обратным суставом («птичьи ноги»). Гуманоидные типы мехов являются наиболее распространенными и включают в себя хорошо узнаваемые мехи-«иконы» Атлас (англ. Atlas) и Саммонер (англ. Summoner). Мехи с обратным суставом встречаются немного реже на поле битвы, но из их числа такие известные модели, как Супернова, Мародёр, Катапульта, Лесной Волк (он же Бешеный Кот) и Матёрый Волк (Дайси). Есть однако, несколько моделей с пальцеходящими ногами, которые имеют выступающие лодыжки и стоят на своих пальцах, (как ноги собаки, кошки и т. д.) Примеры включают Танатос и Кот Сверхновой.
Четвероногие
Четвероногие (англ. Quad) мехи составляют небольшой сегмент официальных проектов, но в то время как им не хватает гибкости двуногих конструкций, они значительно устойчивее. Вопреки злым языкам, квады пережили небольшой ренессанс, в годы после 3060 было выпущено несколько новых моделей. Известные модели четвероногих Мехов (квадов): 25-тонный Тарантул, 55-тонный Скорпион, и 70-тонный Баргест.
Триножные (англ. Tripod)
Триножные Мехи могут быть любого весового класса, при этом они могут быть как боевого так и утилитарного назначения: индустриальные, сельскохозяйственные и т. д.

### Классы Мехов
Боевые мехи делятся на следующие классы:
- Лёгкие (Light): 20-35 тонн. Например: Паук (Spider); Пантера (Panther);
- Средние (Medium): 40-55 тонн. Например: Центурион (Centurion); Росомаха (Wolverine);
- Тяжёлые (Heavy): 60-75 тонн. Например: Лесной волк (Timber Wolf); Бешеный пёс (Mad Dog); Катапульта (Catapult);
- Штурмовые (Assault): 80-100 тонн. Например: Лютоволк (Dire Wolf); Зевс (Zeus); Атлас (Atlas).
- Сверхтяжёлые (Superheavy): свыше 100 тонн. Например Арес (Ares); Омега (Omega).
- Протомехи (англ. ProtoMechs) — разработаны и используются Кланами, имеют высоту от 4 до 6 метров и массу от 2 до 9 тонн. Имея габариты посередине между броне-пехотой (англ. battle armored infantry), и боевыми Мехами эти мини-Мехи используют преимущества обоих типов боевых единиц. Они могут скрыться там, где не может боевой Мех и проходить через здания, не получая урона от столкновений. В то же время протомех может нести значительно более внушительный арсенал, чем броне-пехота, при этом протомех имеет большую прочность. Как и броне-пехота, протомехи могут действовать в отделении до пяти единиц, что позволяет более эффективно фокусировать огонь[40].

## Пилотирование
В настольной игре по правилам Classic Battletech навыки пилота отображаются двумя показателями: стрельба (англ. gunnery) и пилотирование (англ. piloting). Чем ниже значение этих характеристик — тем лучше подготовлен пилот Боевого Меха. Навык стрельбы отвечает за успех попаданий из различных систем вооружения: баллистических, энергетических, ракетных. Навык пилотирования влияет на успех выполнения сложных манёвров и успех атак в ближнем (англ. melee) бою при помощи пинков, рук и оружия ближнего боя.
В видео игре выбор боевого робота (Меха) и его настройка зависят от двух факторов — стиля игры игрока и того, кто непосредственно будет пилотировать Мех.
Мех может терять устойчивость и падать, стрелять лёжа, вставать, прыгать, «куроподобные мехи» ещё и приседать.
С помощью приборной панели органов управления «Vertical Tank» Control System можно управлять мехами, выпущена для игры Steel Battalion (возможно подключение к MechWarrior 3 и 4.

## Другие классы боевых единиц во вселенной Battletech
Не каждое государство Внутренней Сферы и Периферии может себе позволить содержание армий боевых Мехов, но каждому нужна защита и полицейские силы. К тому же Мехи слишком дороги и редки для использования их в качестве средств войскового обеспечения. В связи с этим, помимо боевых Мехов на полях сражений 31-го века встречается множество других видов войск, таких как бронетехника, авиация и пехота.

#### Пехота
Несмотря на то, что во вселенной BattleTech Боевые Мехи и техника имеют широкое распространение и занимают основные роли на полях сражений, традиционная пехота не исчезла в веках как класс и всё ещё часто встречается в составе армий звёздных империй. Как правило пехотные части выполняют гарнизонные и комендантские функции, но хорошо обученные и оснащенные подразделения могут представлять серьёзную угрозу для всех видов боевых машин, особенно в обороне. Помимо традиционных для нашего времени типов пехоты: механизированой, моторизированой в BattleTech имеются также и вымышленные типы, такие как прыгающая пехота и броне-пехота.

#### Броне-пехота
Броне-пехота, БП (англ. Battle armored infantry, BA) — специфический класс боевых единиц во вселенной Battletech. Облаченные в особые силовые доспехи бойцы могут нести тяжёлое вооружение и применять его значительно более эффективно чем стандартная пехота, в то же время броне-пехота более мобильна и значительно устойчивей в боевых условиях.
Броне-пехота как класс появилась в пространстве Кланов, но в последующем фракции Внутренней Сферы также взяли этот вид пехоты на вооружение. Броне-пехота — редкая и дорогая в содержание, но она может представлять серьёзную опасность даже для боевых Мехов.

#### Боевые машины
В то время как боевые Мехи являются наиболее мощными единицами на полях сражений 31-го тысячелетия, подавляющее большинство техники в армиях Внутренней Сферы и Периферии — это обычные боевые машины (англ. combat vehicles), такие как танки, бронетранспортёры, вертолёты, катера и прочее. Боевые машины выполняют очень широкий спектр боевых и вспомогательных задач. При этом они более дёшевы в производстве и эксплуатации.

#### Аэрокосмические истребители (АКИ)
Обладая огневой мощью Боевых Мехов и высокой маневренностью АКИ могут предоставить командующему множество тактических возможностей своего применения. Основное свойство — возможность действий как в открытом космосе, так и в атмосферах планет, делает АКИ важной частью боевых сил при планетарных вторжениях. Однако несмотря на высокий тактический потенциал АКИ не могут заменить Боевых Мехов на полях сражений в связи с их крайне высокой стоимостью и требованию к эксплуатации.

#### Традиционные истребители
Обычно имеют вес от 10 до 50 тонн. Несмотря на скромные тактико-технические характеристики по сравнению с АКИ и отсутствие способности к полёту и действиям в космическом пространстве истребители достаточно широко распространены в армиях самообороны большинства миров. Такая популярность связана прежде всего с экономическими характеристиками: стоимостью строительства и обслуживания, они достаточно дёшевы даже для бедных планет.

#### Дропшипы
Дропшипы (англ. Dropships) выполняют множество ролей и имеют широкую номенклатуру: от простых грузовиков и кораблей снабжения до штурмовых средств. Большинство военных дропшипов служат в роли десантных транспортов, которые обеспечивают транспортировку войск с джампшипа до атакуемой планеты. Часто дропшипы несут внушительный арсенал средств поражения и хорошо бронированы, что делает их хорошими платформами огневой поддержки десанта. Используемые для военных компаний или простой коммерции дропшипы играют одну из ключевых ролей в покорение космического пространства человечеством. Дропшипы классифицируются по размеру, дизайну и назначению.

#### Джампшипы
Джампшипы (англ. Djumpships) служат для обеспечения перевозки грузов и пассажиров между звёздными системами. Эти средства могут совершать межзвездные прыжки на дистанциях до 30 световых лет. Для прыжков используется технология гипердвигателя Керни-Фушиды и огромные «паруса» для улавливания звёздного ветра, которые используются для накопления энергии.

#### Варшипы
Варшипы (англ. Warships) — тяжело вооружённые и защищённые космические корабли, высоко мобильные военные Джампшипы, обычно обладают достаточной мощью чтобы уничтожить одиночным залпом любой штурмовой Дропшип или другое более лёгкое средство. Во вселенной Battletech варшипы — наиболее ценные, дорогие и редкие боевые единицы. Но они предоставляют огромную военную силу своим владельцам.

#### Космические станции
Множество самых разнообразных орбитальных объектов используются в тысячах миров вселенной Battletech, Станции выполняют функции терминалов, складов, оборонительных платформ, исследовательских комплексов и решают многие другие задачи. Их размеры и оснащенность широко варьируются в зависимости от задач.

#### Малые космические корабли
«Малые корабли» — общее определение для всех типов космических транспортных средств массой от 100 до 200 тонн. Данные средства преимущественно выполняют функцию челноков, курсируя между дропшипами, джампшипами, космопортами планет и спутников, орбитальными станциями. Как и дропшипы малые корабли могут быть классифицированы по форме: аэродинамические и сферические.

## Вклад
Battletech и особенно боевые мехи этой вселенной внесли значительный вклад в формирование современного образа боевых шагающих механизмов в фантастике и игровой индустрии.

### Пресса о вселенной Battletech
Крупнейший на территории бывшего СССР журнал о фантастике «Мир фантастики» пишет о мехах в статье «Миры. BattleTech. Вселенная боевых роботов»:

Очевидно, что создание гуманоидных боевых роботов, в мире BattleTech часто называемых просто «мехами» (от английского сокращения «mech»), упирается в огромное количество технических проблем. Ещё бы, ведь речь идет о машинах ростом под десять метров, способных передвигаться с высокой скоростью и нести на себе мощное оружие.

На боевых роботов обычно устанавливают энергетическое оружие, которое не нуждается в боеприпасах. Кроме него, часто используются ракетные установки и автоматическое стрелковое оружие. Многие мехи могут принять участие в своеобразном рукопашном бою при помощи рук или специального оружия ближнего боя.

Журнал «Игромания» в статье «Воины русского BattleTech» написал о мехах и BattleTech, охарактеризовав BattleTech одной из величайших научно-фантастических вселенных, которую знают и любят:

BattleTech — одна из величайших научно-фантастических вселенных. Миллионы фанатов по всему миру продолжают с упоением читать выходящие огромными тиражами книжки, кидают кубики в настольнике и с готовностью ныряют в кабины виртуальных мехов в очередном MechWarrior. Поклонники BT есть в каждой цивилизованной стране мира. Наша родина — не исключение.

## Сторонние ссылки
BattleTech Wiki
Сatalystgamelabs — официальный сайт